# Archie Barton
Archie Barton (Australia, marzo de 1938-Ceduna, Australia, 18 de octubre de 2008) fue un activista político aborigen australiano mestizo y defensor de los Derechos territoriales de los pueblos originarios. Jugó un papel clave en la campaña de 20 años de los pueblos de Maralinga Tjarutja para recuperar la propiedad de su tierra, empleada por el gobierno británico para pruebas nucleares, consiguiendo el fin de las pruebas nucleares británicas en Maralinga y tras limpiar de radiactividad los sitios de pruebas, volviendo a establecerse en Oak Valley con fondos proporcionados en compensación por la desposesión de Maralinga

## Obra
Archie Barton tuvo una historia de trabajo diversa:
- Con alrededor de doce años fue un trabajador rural, y en Bon Bon la estación cercana a Coober Pedy,[4] fue un trabajador en el mantenimiento y reparación del ferrocarril, después cavaba trincheras para la Compañía Gasista australiana del Sur en Adelaida.[2]

- A mediados de los 1970 en Port Augusta trabajó en un servicio de rehabilitación del alcohol para aborígenes.

- En 1981 deviene asesor comunitario de las comunidades Maralinga, entonces con base en Yalata.

- Director de Imparja Televisión.

- 1985: administrador del nuevo Consejo Caralinga Tjarutja que siguió al Acta de Derechos de la Tierra de 1984[1]
  - Testigo en la Comisión Real McClelland de 1984-1985 sobre las pruebas nucleares.[1]
  - Representó a los pueblos Maralinga en Londres, como declaró el Herald de la Mañana de Sídney. En 1991 y 1992 acompañó a dos mayores y su abogado, Andrew Collett, para negociar con el gobierno británico. Se encontró con el 9.º Conde de Arran, entonces parlamentario subsecretario de las fuerzas armadas, y el ministro de ejército, Vizconde Cranborne, a quien Barton le presentó dos bolsas de arena con plutonio rojo.'[2]
  - En 2005 se lo halló culpable de una malversación de $ 230.000 en fondos de la comunidad. Barton fue despedido y se designó un controlador.[2]

El Consejo Maralinga Tjarutja se estableció en 1984 con fondos como compensación por el despojo de la población Maralinga de sus tierras después de las pruebas nucleares.
En 1995, el Gobierno de Australia admitió que había sido cómplice en las pruebas y pagado $ 13.5 millones en un fondo fiduciario para la compensación y para cubrir los gastos de limpieza de la zona.

## Reconocimientos
- Miembro original del Consejo para Reconciliación Aborigen.
- Originario australiano del sur del Año en 1988.
- Miembro de la Orden de Australia en 1989.
- Doctorado Honorario por la Universidad de Adelaida en 1996.
- 2004-2005 miembro del Consejo Nacional Indígena.

## Vida personal
Su madre era de la nación Pitjantjatjara, trabajando en el Ferrocarril Siding, Australia del sur, en la Trans-línea del este al oeste del Ferrocarril australiano desde marzo de 1936. De su padre solo se sabe que pudo ser un trabajador blanco del ferrocarril. Como niño, pasó tiempo también en Ooldea, una misión aborigen cercana en el área Maralinga.
Fue una víctima del secuestro y hurto de su familia (véase Generaciones Robadas). A los cinco años fue colocado al cuidado de los Hermanos cristianos Umeewarra en la casa de los niños de Port Augusta. Declaró que 'al ser capturado se escondió detrás de las faldas de la legendaria Daisy Bates'.
Fue un talentoso futbolista de fútbol australiano.
En la treintena era adicto a alcohol, pero dejó de beber cuando un médico le dio solo seis meses de vida. En ese tiempo contrajo tuberculosis y pasó un año en un sanatorio.
Tuvo una larga relación sentimental con Mary Harrison, después de romper con ella estuvo viviendo en cabañas en Whyalla y en Port Augusta.
Archie Barton murió el 18 de octubre de 2008 en Ceduna y fue enterrado en Oak Valley.